# Літтл-Біттеррут-Лейк (Монтана)
Літтл-Біттеррут-Лейк (англ. Little Bitterroot Lake) — переписна місцевість (CDP) в США, в окрузі Флетгед штату Монтана. Населення — 154 особи (2020).

## Географія
Літтл-Біттеррут-Лейк розташований за координатами 48°7′31″ пн. ш. 114°43′54″ зх. д. / 48.12528° пн. ш. 114.73167° зх. д. (48.125200, -114.731803).  За даними Бюро перепису населення США в 2010 році переписна місцевість мала площу 34,04 км², з яких 21,82 км² — суходіл та 12,23 км² — водойми.

## Демографія
Згідно з переписом 2010 року, у переписній місцевості мешкали 194 особи в 95 домогосподарствах у складі 64 родин. Густота населення становила 6 осіб/км².  Було 291 помешкання (9/км²).
Расовий склад населення:
| - 98,5 % — білих - 1,0 % — корінних американців - 0,5 % — вихідців з тихоокеанських островів |

До двох чи більше рас належало 0,0 %. Частка іспаномовних становила 0,5 % від усіх жителів.
За віковим діапазоном населення розподілялося таким чином: 11,3 % — особи молодші 18 років, 72,2 % — особи у віці 18—64 років, 16,5 % — особи у віці 65 років та старші. Медіана віку мешканця становила 55,6 року. На 100 осіб жіночої статі у переписній місцевості припадало 96,0 чоловіків;  на 100 жінок у віці від 18 років та старших — 100,0 чоловіків також старших 18 років.
Середній дохід на одне домашнє господарство  становив 61 093 долари США (медіана — 69 167), а середній дохід на одну сім'ю — 65 149 доларів (медіана — 70 750). 
Цивільне працевлаштоване населення становило 103 особи. Основні галузі зайнятості: мистецтво, розваги та відпочинок — 38,8 %, освіта, охорона здоров'я та соціальна допомога — 15,5 %, інформація — 10,7 %, науковці, спеціалісти, менеджери — 7,8 %.